# El Solanillo
El Solanillo es una localidad y pedanía española perteneciente al municipio de Roquetas de Mar, en la provincia de Almería. Está situada en la parte suroriental de la comarca del Poniente Almeriense. Su población en 2020 fue de 517 habitantes (INE).

## Situación geográfica
Se encuentra a 4,92 km, en línea recta y a 8 por carretera de Roquetas de Mar.
Su extensión es de 5,7 hectáreas. Los núcleos de población más cercanos son Las Marinas, Cortijos de Marín, Llanos de Vícar y La Mojonera.

## Demografía
Los datos poblacionales de esta localidad en 2020, según el INE, son:
| Entidad de Población           | Pob. (2020) |
| ------------------------------ | ----------- |
| El Solanillo (Roquetas de Mar) | 517         |

### Evolución de la población
La evolución de la población de El Solanillo en los últimos años fue la siguiente:
| Gráfica de evolución demográfica de El Solanillo entre 2000 y 2020 |
|                                                                    |
| Datos según el nomenclátor publicado por el INE.                   |

| \| Roquetas de Mar Aguadulce El Campillo del Moro El Parador de las Hortichuelas Urbanización de Roquetas C Marín Las Marinas El Solanillo \| |
| Situación de El Solanillo, dentro del término municipal de Roquetas de Mar                                                                    |
| Roquetas de Mar Aguadulce El Campillo del Moro El Parador de las Hortichuelas Urbanización de Roquetas C Marín Las Marinas El Solanillo       |

## Historia
Esta población comienza su historia en 1968, durante el régimen de Francisco Franco, a través del organismo Instituto Nacional de Colonización. El Solanillo fue uno de los últimos proyectados y el único diseñado por un arquitecto almeriense, Francisco Langle Granados.
Inicialmente se proyectaron 77 viviendas que se construirían en dos fases. Finálmente solo se ejecutó la primera fase con 44 viviendas, que se construyó en torno a la carretera entre los pueblos de Las Marinas y Camponuevo del Caudillo, que es como se denominaba en aquel momento el municipio de La Mojonera.
La plaza central fue escenario del rodaje de la película de  El reportero estrenada en 1975, dirigida por Michelangelo Antonioni y protagonizada por Jack Nicholson. Las imágenes rodadas se utilizaron como documentación para la rehabilitación de la misma.

## Economía
Las actividades económicas predominantes en la zona están ligadas a la agricultura intensiva, con un gran número de invernaderos donde se cultivan hortalizas de muchas variedades.

## Fiestas
La patrona de la localidad es la Virgen María Madre. Durante las fiestas, que se celebran en torno al 1 al 4 de agosto, se procesionan las imágenes de la patrona y de San Antonio, además de otras actividades.

## Equipamiento
Dispone de un colegio de educación infantil y primaria, el CEIP Poniente, un centro sociocultural, iglesia y parque.